# Breathitt County
Breathitt County är ett administrativt område i delstaten Kentucky, USA. År 2010 hade countyt 13 878 invånare. Den administrativa huvudorten (county seat) är Jackson. 

## Geografi
Enligt United States Census Bureau har countyt en total area på 1 283 km². 1 283 km² av den arean är land och 0 km² är vatten. 

### Angränsande countyn

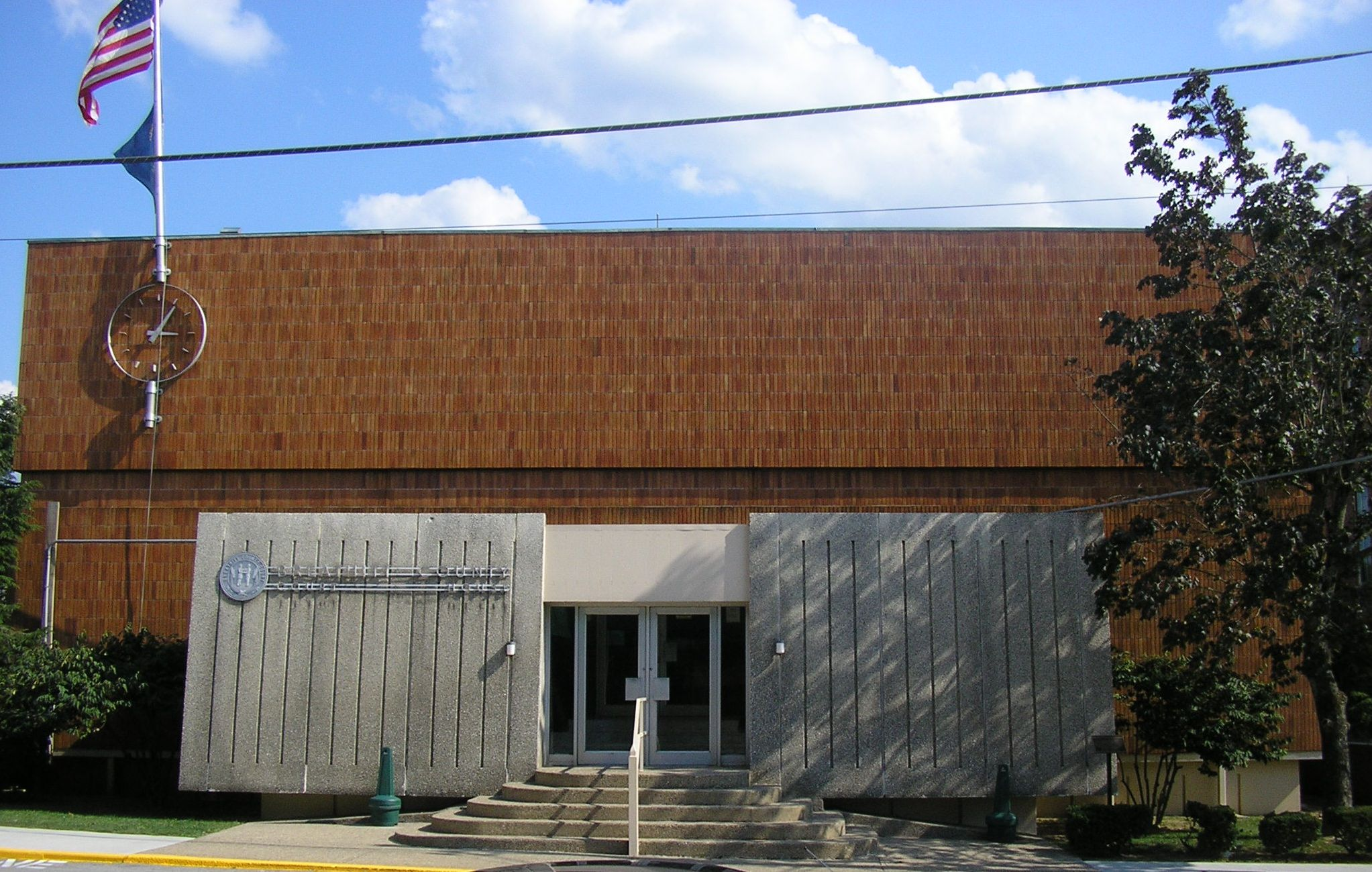
Breathitt County Kentucky Courthouse i Jackson.

- Wolfe County - nordväst
- Magoffin County - nordost
- Knott County - öst
- Perry County - sydost
- Owsley County - sydväst
- Lee County - väst